# Armada
Als Armada wird heute im deutschsprachigen Raum in der Seefahrt eine Flotte als Flottenverband oder die gesamte Marine eines spanisch- oder portugiesisch-sprachigen Landes bezeichnet. 

## Etymologie
Das Fremdwort Armada bedeutet heute „bewaffnete Streitkraft“ (spanisch fuerza armada, portugiesisch força armada) und ist auf „Waffe, Kriegsgerät“ (lateinisch arma) zurückzuführen. Auch in anderen Sprachen ist der lateinische Ursprung erhalten (französisch armée, deutsch Armee, englisch army). Armadilla ist das entsprechende Diminutiv und bezeichnet ein kleineres Geschwader.
Im übertragenen Sinne wird damit auch eine große Anzahl von Personen oder Sachen bezeichnet, die einen gemeinsamen Verwendungszweck besitzt bzw. ein gemeinsames Ziel anstrebt. Beispiele: „Es kam eine ganze Armada (von) Journalisten auf mich zu“ oder „Eine ganze Armada (von) Polizeiautos versperrte ihm den Fluchtweg“.

## Mittelalter
Das Wort Armada wurde im Mittelalter für gepanzerte Belagerungsmaschinen, Wehrtürme oder Burgen, Seeschiffe, Formationen gepanzerter Kämpfer oder eine bewaffnete Macht im Allgemeinen verwendet. Philipp II. rüstete im Jahre 1588 eine Kriegsflotte (spanisch Armada Invencible, deutsch „unbesiegbare Streitmacht“) aus, die als Spanische Armada England erobern sollte und in die Militärgeschichte einging. Die Streitmacht bestand aus 130 Schiffen mit  19.295 Soldaten und 8.450 Matrosen, die über 2.630 Kanonen verfügten. Sie startete am 29. Mai 1588 in Lissabon und musste heftigen Stürmen trotzen, welche die weitere Fahrt behinderten. Am 23. Juni 1588 vereinigte sich die portugiesische Flotte mit der spanischen, die am 30. Juni 1588 gemeinsam auf die englische Kriegsmarine unter Lord Charles Howard in Höhe von Plymouth traf. Die Armada unterlag letztlich der moderneren englischen Flotte, deren Schiffe besser manövrierfähig waren und weiter reichende Bewaffnung besaßen.   
Nach der propagandistischen Bezeichnung der spanischen Kriegsflotte durch Philipp II. als „Grande y Felicísima Armada“ (deutsch „große und vom Kriegsglück reich beschenkte Kampfflotte“) verengte sich die Bedeutung des Begriffs im späten 16. Jahrhundert auf „Kriegsflotte“. Im Deutschen und in vielen anderen Sprachen wurde die „Spanische Armada“ zum feststehenden Begriff. Auch die speziell für Entdeckungsreisen zusammengestellten Flottenverbände Spaniens und Portugals wurden als Armada bezeichnet. 

## Neuzeit
Im Deutschen tauchte das Wort ersichtlich erstmals im Jahre 1514 auf, als „die Römer bei ihren Zeiten Armada gehalten haben“. Heute bedeutet „Armada“ im Spanischen Kriegsmarine.
Als größte Armada der Geschichte gilt die 6939 Schiffe umfassende Flotte, die am 6. Juni 1944 in der Normandie landete und damit den Beginn vom Ende des Zweiten Weltkrieges einläutete.